# Edmond Guiraud
Edmond Guiraud (22 de marzo de 1879 – 18 de abril de 1961) fue un dramaturgo, libretista y actor de nacionalidad francesa.

## Biografía
Nacido en Marseille, Francia, Guiraud vivió durante muchos años en Roquedur, desarrollando su carrera de dramaturgo antes del comienzo de la Primera Guerra Mundial.
Tras la Segunda Guerra Mundial trabajó como actor cinematográfico, actuando en dos películas de Jean Gehret, rodadas en Cevenas.
Edmond Guiraud falleció en Roquedur, Francia, en 1961. Fue enterrado en el Cementerio Protestante de Nimes.
Su viuda, Janine Press, donó al Museo Cévenol, en Le Vigan, los archivos de su marido a fin de crear un "fondo Edmond Guiraud".

## Libreto
- 1912–1914: Marie Victoire, opera en cuatro actos de Ottorino Respighi

## Teatro
- 1904 : L'Ouvrier de la dernière heure
- 1907 : Anna Karénine
- 1907 : Zizi
- 1908 : Le Poussin
- 1910 : Le Cœur d'Angélique
- 1911 : Moïse
- 1911 : Marie-Victoire
- 1914 : La Sauvageonne, Théâtre des Bouffes Parisiens
- 1922 : Vautrin
- 1923 : Le Bonheur du jour
- 1925 : Une femme, Théâtre Femina
- 1930 : Une femme de mon pays
- 1932 : Nos 20 ans

en colaboración con Félix Galipaux
- 1905 : La Mémoire des dates

en colaboración con Léon Hennique
- 1929 : Whisky

## Filmografía
Actor
- 1948 : Tabusse, de Jean Gehret
- 1948 : Le Crime des justes, de Jean Gehret
- 1951 : Porte d'Orient, de Jacques Daroy

## Adaptaciones al cine
- 1927 : Le Bonheur du jour, de Gaston Ravel (obra escrita en 1923)
- 1935 : Zizi, de Charles-Félix Tavano - cortometraje -